# Dave Lombardo
Dave Lombardo (Havanna, 1965. február 16. –) kubai származású amerikai dobos, aki elsősorban a Slayer zenekarban nyújtott teljesítménye alapján ismert. Lombardo nagy mértékben hozzájárult a zenekar egyedi hangzásvilágához, játékstílusa számtalan zenészre volt hatással. A kritika és a metálrajongók is egyaránt a műfaj egyik legjobb dobosának tartják. Legnagyobb hatással rá a KISS és a Led Zeppelin voltak.

## Pályafutás
Kiskorában a családjával átköltözött Kubából Kaliforniába. Már az általános iskolában foglalkozott a dobolással, a Marching drum sulizenekar egyik ütőse volt. Lombardo elkezdett komolyan és kitartóan gyakorolni. Ezt az apja is észrevette és 10 éves korában vásárolt neki egy öt darabból álló Maxvin dobot 350 dollárért. Ekkoriban ismerkedett meg a KISS Alive! lemezével, mely nagy hatást gyakorolt rá. Elhivatottságát hűen tükrözi, hogy képes volt az albumon hallható Peter Criss-dobszólót is megtanulni.
1978-ban saját garázsában, több zenésszel egyetemben elkezdett Jimi Hendrix-átiratokat játszani. Terítékre került többek közt, a Purple Haze, a Foxy Lady, és a Fire. Ekkoriban Lombardo magániskolába járta az általánost. Az iskola elvégzése és egy újabb költözés után a X. Pius gimnáziumban folytatta muzsikusi karrierjét. Ide fűződik első lényeges zenei próbálkozása is. Osztálytársával az iskola tehetségkutatóján előadták a Johnny B. Goode nótát Chuck Berrytől. Soha nem fogom elfelejteni a tömeg morajlását a dobszólóm alatt. Úgy éreztem a hátunkon vittük a házat – mondta Lombardo. A környéken egyre népszerűbb Lombardo 1979-ben zenekart alapított. Ezzel a zenekarral főleg Led Zeppelin-, Black Sabbath-, és AC/DC-feldolgozásokat játszott. Beinduló zenei karrierje azonban kihatással lett iskolai tanulmányaira, ezért új iskolába a Dél-Gate-i gimnáziumba íratták. Itt talált a zenekarához megfelelő énekest is. Ennek a zenekarnak a klasszikus Black Sabbath-album nyomán Sabotage volt a neve. A szülei egyre rosszabb szemmel nézték Lombardo zenészi ambícióit. Lombardo, szülei kérésére a zenélés mellett elkezdett dolgozni mint pizzafutár. Ez 1981-ben történt. A fizetéséből és az apjától kölcsönkapott pénzből pedig megvásárolta első saját TAMA Swingstart és Paiste Rude cintányér-dob szettjét. Ekkoriban ismerkedett meg Kerry Kinggel, aki épp dobost keresett Slayer nevű formációjába. Egy rövid jammelést követően elfogadta a gitáros ajánlatát és belépett a zenekarba.
A Slayer teljes felállásban elkezdte első turnéját az 1980-as évek elején, hogy támogassák a bemutatkozó albumukat a Show No Mercyt. Érdekesség, hogy Lombardo a turné ideje alatt tovább folytatta a munkáját a K-Mart-ban. Ebben az időszakban alakult ki erős kapcsolat közte és Gene Hoglan későbbi Death-dobos közt. Gene Hoglan ekkoriban roadja volt Lombardónak, aki próbálgatta az ifjú Gene-t tanítgatni az egyedi ritmusokra. Mint későbbi interjúiban utalt rá, játéka nagy hatással volt Hoglanre. Az 1986-os "Reign in Pain" túra után még felvette a következő Reign in Blood albumot, de aztán személyes ellentétek miatt kivált a zenekarból. Többek között az is az ellentétekhez vezetett, hogy Dave nem volt hajlandó sok pénzt beleölni a zenekarba. Ezzel kapcsolatban így nyilatkozott: Úgy gondolom, szakmailag már eléggé sokat elértem, a számláimat, és a házamat meg fizetnem kell valamiből.[forrás?] Utódja Tony Scaglione, a Whiplash dobosa lett. Ezt azonban Lombardo neje nem nézte túl jó szemmel, és hosszas könyörgés után 1987-ben ismét a visszaszállt a dobok mögé Dave Lombardo. Ezt követően még két igen sikeres lemezt rögzített a zenekarral – South of Heaven (1988) és Seasons in the Abyss (1990) –, de 1992-ben mégis újra kiszállt a Slayerből. Az újbóli kilépése mögött családi okok húzódtak (első gyermeke 1993-ban született meg). Lombardo ekkor alakította meg új zenekarát a Grip Inc.-t. A zenekarban viszonylag ismeretlen arcok játszottak még vele: Waldemar Sorychta, Jason Viebrooks és Gus Chambers. 1995-ben Power of Inner Strength, 1997-ben pedig Nemesis címmel adták ki első két korongjukat. A Nemesis felvétele után Viebrooks kilépett a zenekarból és helyére Stuart Carutherst vették fel '99-ben.
1998-ban csatlakozott Mike Patton Fantomas elnevezésű projektjéhez. A zenekar eredetileg csak egy projekt erejéig jött létre, ám amikor a Faith No More széthullott, Mike ismét megkereste hogy vegyen részt Lombardo a további munkákban is. Lombardo a felkérésnek nagyon örült, és teljes erővel belevetette magát a próbákba, és stúdiózásba. Elmondása szerint ez volt az egyik legkeményebb zene, amit eddig játszottam. A Slayer zenéje közel sem ennyire összetett, és eredeti. Fizikailag nagyon megerőltető, de nagyon komoly technikai felkészültséget követel tőlem.[forrás?]

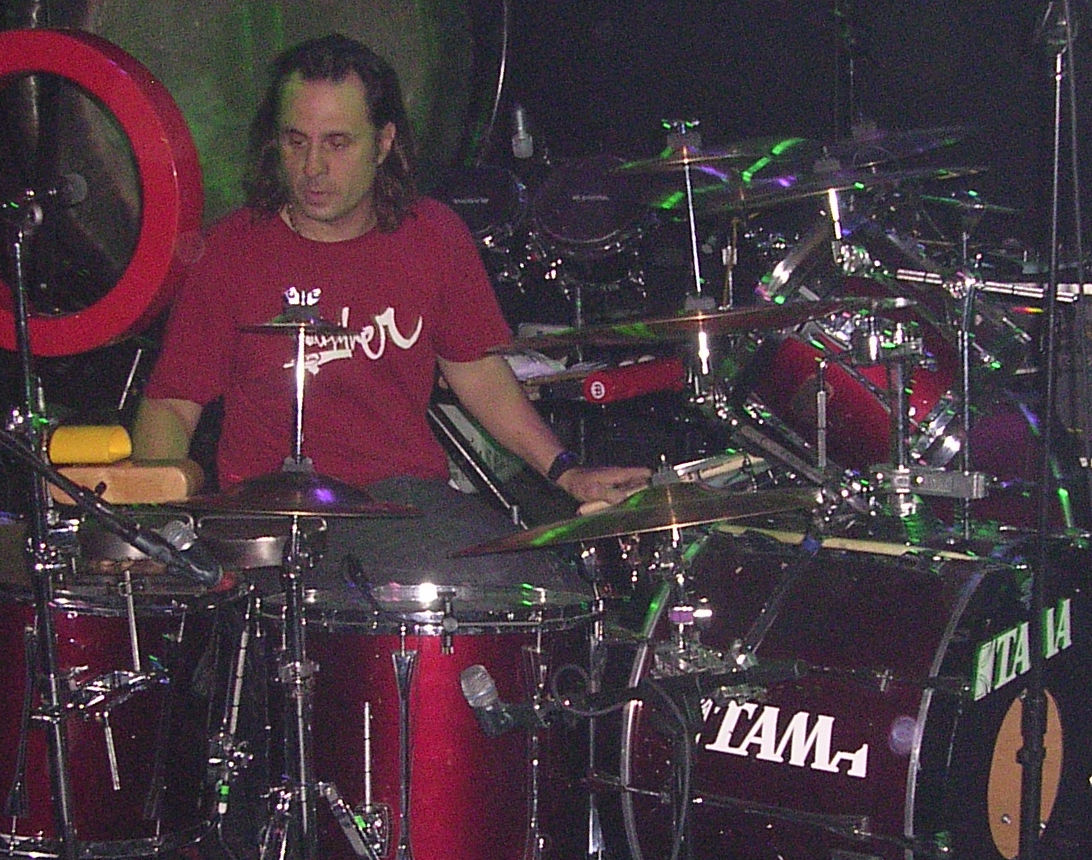
Dave Lombardo dobolás közben a Fantomas tagjaként.

1999-ben közben tovább szélesíti zenei palettáját, és dobosként az olasz klasszikus zenész Lorenzo Arrugával rögzíti Vivaldi – The Meeting albumát. 2000-ben Lombardo kiadott egy könyvet, melynek címe Dave Lombardo: Power Grooves. A könyvben és videón találhatóak nyolcados, tizenhatodos, és egyedi kétlábdobos groove-ok, tamjátékok és más Lombardóra jellemző egyedi dobalap is.
2005-ben felvételt készít DJ Spookyval, és szoros szálak fűzik a finn Apocalyptica zenekarhoz is. Két lemezükön vett rész mint közreműködő. A 2004-es Reflections, és a 2008-as Worlds Collide album Last hope számát dobolta fel. Tíz év után Jeff Hanneman ismét felkérte, hogy csatlakozzon a Slayerhez, de mivel Lombardo ekkor már aktív tagja volt a Testamentnek, ezért csak hosszas unszolás után mondott igent. Eleinte a Slayer tagjai még attól féltek, hogy Lombardo nem fogja tudni Paul Bostaph dinamikus játékát lejátszani és ezt a felvetést Lombardo túlreagált hisztinek titulálta. A Slayer ettől függetlenül mint tartalék játékos tekintett még rá, amin egyikük sem csodálkozott. Lombardo a Slayerrel egy többállomásos turnén vett részt először. Felléptek az Ozzfesten, Summer Touron, vagy a 2004-es Download fesztiválon is. Lombardo eközben a Grip Inc.-vel rögzítette az eddigi utolsó albumot 2004-ben, Incorporated néven. Lombardo azt állítja, a zenekar a Slayer turnéja és feladatai miatt csak háttérben tudna létezni, ezért el kell gondolkodnia azon, hogy van-e értelme így a folytatásnak.
Lombardo ezután rögzítette a Slayer 2006-os Christ Illusion albumát, majd megkezdték a felkészülést az Unholy Alliance turnéra. Dave Lombardo visszatérése mind a kritikusok, mind a rajongók részéről örömteli fogadtatásban részesült. Egy kritikus így nyilatkozott róla: Ő az egyik legjobb dobos a thrash/speed metal stílusban. Teljesítménye és tudása a többi magasan képzett dobos fölé emeli Őt. Csodálatos lábjátékával a Slayer teljesítményét és intenzitását a zene egy magasabb szintjére emeli.

## Stílusa
Lombardo közismert gyors, agresszív játékstílusáról, gyakran használ kétlábdobos technikákat, amellyel kiérdemelte a „lábdobok keresztapja” kitüntető címet. Lombardo gyors technikáját az alábbiakkal magyarázta: a két basszus dob játéknál, ha lenyomom a pedált a nagydobon a fej mindig kap egy „slapbacket (visszaütést)”, én így hagyom lélegezni a pedált.[forrás?] Játéka közben Lombardo gyakran használja a heel-up (sarokjáték) technikát is. Érdekesség még, hogy bal kézzel szokott dobolni jobb kezes felszerelésen. Emellett szeret sokat improvizálni.

## Hatása
Lombardo munkássága nagy hatással volt a XXI. század dobosaira is. Többek közt tőle merített Rocky Gray az Evanescence-ből, Per Möller Jensen a The Hauntedből, Mike Smith a Suffocationből, Paul Mazurkiewicz a Cannibal Corpse-ból, Pete Sandoval a Morbid Angelből, Joey Jordison a Slipknotból, The Rev, az Avenged Sevenfoldból, Max Kolesne a Krisiunból, Patrick Grün a Calibanból, Ray Herrera a Fear Factoryból.

## Diszkográfia
| Slayer - 1983: Show No Mercy - 1984: Haunting the Chapel - 1985: Live Undead - 1985: Hell Awaits - 1986: Reign in Blood - 1988: South of Heaven - 1990: Seasons in the Abyss - 1991: Decade of Aggression - 2006: Christ Illusion - 2009: World Painted Blood Fantômas - 1999: Fantômas - 2001: The Director's Cut - 2004: Delìrium Còrdia - 2005: Suspended Animation - 2005: Fantômas / Melt-Banana | Grip Inc. - 1995: Power of Inner Strength - 1997: Nemesis - 1999: Solidify - 2004: Incorporated Testament - 1999: The Gathering Vendégszereplései - 1994: Jesus Killing Machine — Voodoocult - 1999: [Taboo & Exile — John Zorn - 2000: Xu Feng — John Zorn - 2003: Reflections — Apocalyptica - 2005: Apocalyptica — Apocalyptica ("Betrayal/Forgiveness") - 2005: Drums of Death — with: DJ Spooky - 2007: Worlds Collide — Apocalyptica ("Last Hope") - 2009: Stand By Me — Baron featuring Lemmy Kilmister & Dave Lombardo - 2010: 7th Symphony — Apocalyptica ("2010") |  |